# Lost (Carpark North-album)
 Denne artikel omhandler albummet "Lost". Opslagsordet har også en anden betydning, se Lost (flertydig).
Lost er et album kreeret af Carpark North. Det blev officielt udgivet d. 27. august 2010.

## Spor
1. "Lost"
2. "Just Human"
3. "Subusual"
4. "Transparant"
5. "Leave My Place"
6. "Save Me From Myself"
7. "Beasts"
8. "More"
9. "Shall We Be Grateful"
10. "Cancer"
11. "Shutdown"